# 본 본디스
본 본디스(The Von Bondies)는 미국 미시간주 디트로이트 출신의 인디 록/얼터너티브 록 밴드이다.
2011년 해체되었다가 2020년에 다시 재결합 소식을 알렸다.

## 디스코그라피
- 《Lack of Communication》 (2001년)
- 《Raw and Rare》 (2003년)
- 《Pawn Shoppe Heart》 (2004년)